# Josephine Tomic
Josephine Tomic (ur. 9 czerwca 1989 w Perth) – australijska kolarka torowa i szosowa, czterokrotna medalistka mistrzostw świata.

## Kariera
Pierwszy sukces osiągnęła w 2007 roku, kiedy na mistrzostwach świata juniorów w kolarstwie torowym zdobyła w złote medale w wyścigu indywidualnym na dochodzenie i wyścigu punktowym, a na mistrzostwach świata juniorów w kolarstwie szosowym była najlepsza w indywidualnej jeździe na czas. Dwa lata później wzięła udział w mistrzostwach świata w Pruszkowie, gdzie zwyciężyła w omnium, a wspólnie z Ashlee Ankudinoff i Sarah Kent zdobyła brązowy medal w wyścigu drużynowym na dochodzenie. Na rozgrywanych w 2010 roku mistrzostwach świata w Kopenhadze Australijki w tym samym składzie co w Pruszkowie wywalczyły złoty medal, wyprzedzając Brytyjki oraz reprezentantki Nowej Zelandii. Kolejny sukces osiągnęła podczas mistrzostw świata w Melbourne, gdzie razem z Melissą Hoskins i Annette Edmondson zdobyła srebrny medal w wyścigu drużynowym na dochodzenie.